# خط سنبلي
الخط السنبلي هو خط عربي مشتق من الخط الديواني، ابتكره عارف حكمت عام 1914 م في إسطنبول.

## وصلات خارجية
- نماذج من الخط السنبلي